# An Indian Maid's Warning
An Indian Maid's Warning è un cortometraggio muto del 1913 prodotto dalla Kalem. Il nome del regista non viene riportato nei credit del film.

## Produzione
Il film fu prodotto dalla Kalem Company.

## Distribuzione
Distribuito dalla General Film Company, il film - un cortometraggio di 150 metri - uscì nelle sale cinematografiche USA il 14 marzo 1913. Nelle proiezioni, veniva programmato con il sistema dello split reel, accorpato in un'unica bobina con un altro cortometraggio prodotto dalla Kalem, la commedia Jones' Jonah Day.